# Allee der Kosmonauten

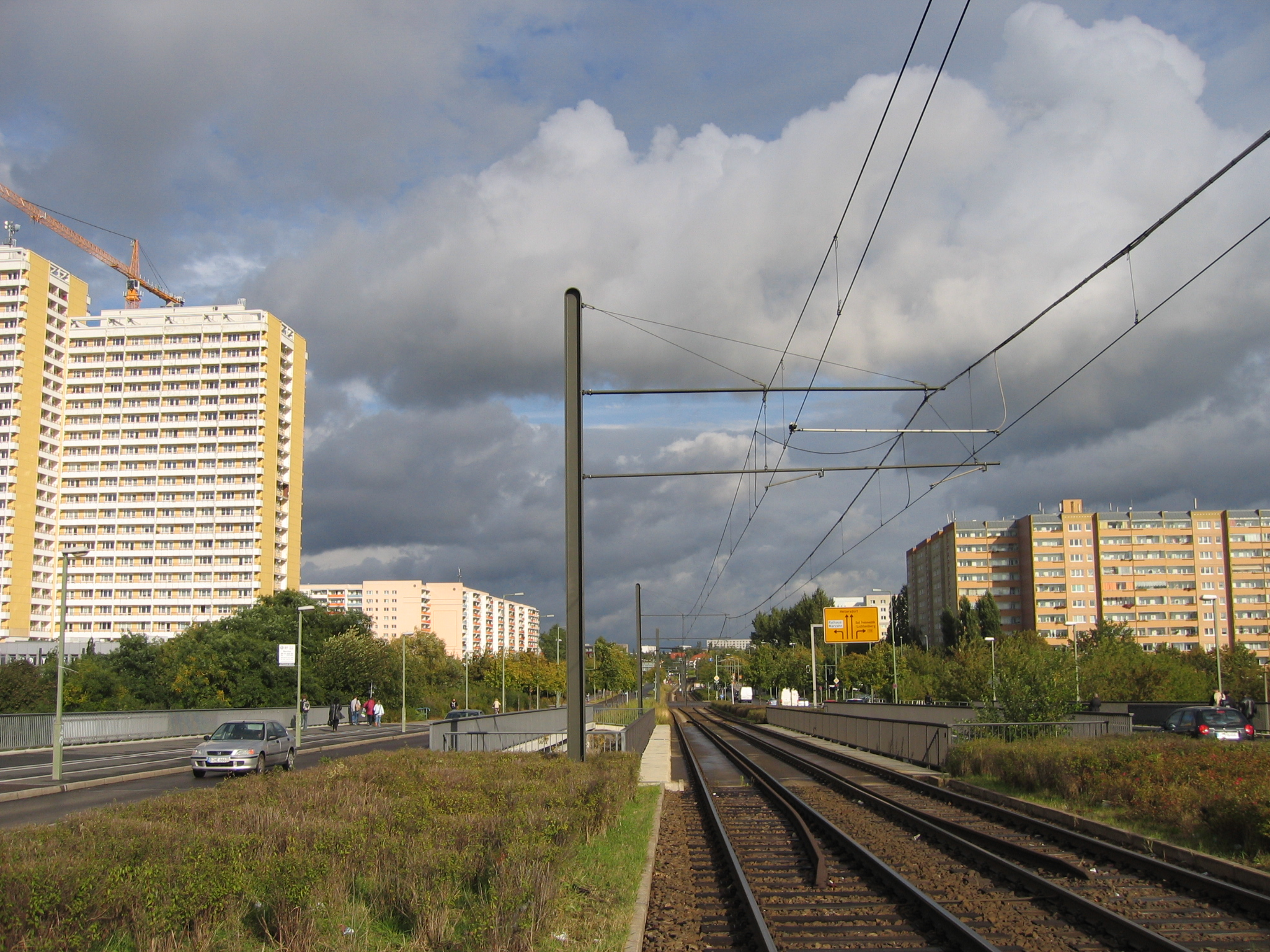
Allee der Kosmonauten

Allee der Kosmonauten (tyska för "Kosmonauternas allé") är en gata i stadsdelsområdet Marzahn-Hellersdorf i östra Berlin. Den börjar vid korsningen Landsberger Allee-Raoul-Wallenberg-Straße. 
Namnet är en hyllning till den sovjetiske kosmonauten Valerij F. Bykovski och den östtyske kosmonauten Sigmund Jähns rymdresa med  Sojuz 31 till rymdstationen Saljut 6 26 augusti-3 september 1978. Jähn var den förste tysken i rymden och hyllades i DDR som en nationalhjälte. De båda fanns med då Springpfuhlstraße fick sitt nya namn 22 september 1978.
Bebyggelsen längs med Allee der Kosmonauten består av östtyska miljonprogramsområden och industriområden. Under DDR-tiden sågs det som ett privilegium att få bo på Allee der Kosmonauten.